# لاورگل
لاورگل، روستایی در دهستان شیرینو بخش سیراف شهرستان کنگان در استان بوشهر ایران است.

## جمعیت
بر پایه سرشماری عمومی نفوس و مسکن در سال ۱۳۹۵، جمعیت این روستا برابر با ۱۷۰ نفر (۴۲ خانوار) بوده‌است.